# The Long Shadow
The Long Shadow é uma série de televisão britânica de drama policial, escrita por George Kay e dirigida por Lewis Arnold. A série detalha a caçada humana de cinco anos ao serial killer Peter Sutcliffe, comumente conhecido como o Estripador de Yorkshire. A série começou a ser exibida na ITV1 em 25 de setembro de 2023.

## Elenco
- Toby Jones como DCS Dennis Hoban
- David Morrissey como ACC George Oldfield
- Daniel Mays como Sydney Jackson
- Katherine Kelly como Emily Jackson
- Jack Deam como DI Les Hanley
- Chloe Harris como WPC Jenny Bush
- Kris Hitchen como DC John Nunn
- Lee Ingleby como DSI Jim Hobson
- Michael McElhatton como CC Ronald Gregory
- Steven Waddington como DSI Dick Holland
- Liam Garrigan como PS Bob Blake
- Jasmine Lee-Jones como Marcella Claxton[3]
- Dorothy Atkinson como Betty Hoban
- Sorcha Groundsell como Nicola Briggs
- John Henshaw como Mike Dugdale
- Stephen Tompkinson como David Gee
- Christopher Hatherall como DCS John Domaille
- Shaun Thomas como Neil Jackson
- James Clay como Ken Dwyer
- Marcus Fraser como Calvin Thompson
- Charlotte Tyree como Caroline Armstrong
- Charley Webb como WPC Anna Lawson
- Vicky Myers como WPC Sue Neave
- Kate Rutter como Irene MacDonald
- Liz White como WPS Meg Winterburn
- Emma Cunniffe como Margaret Oldfield
- Adam Long como DC Andrew Laptew
- Paul Brennen como Jack Hill
- Colin R. Campbell como Harry Smelt
- Alexa Davies como Ruth Bundey
- Jill Halfpenny como Doreen Hill
- Nicola Stephenson como Olive Smelt
- Emma Williams como WPC June Sinclair
- Mark Stobbart como Peter Sutcliffe
- Daisy Plaxton como Elizabeth Jackson
- Max Richardson como Graham Jackson
- Kris Mochrie como PC Ian Rudge
- Roger Ringrose como Wilf MacDonald
- Luke Roskell como PC Greg Clitheroe
- Clare Burt como Maureen Long
- Robert James-Collier como DCS Jack Ridgeway
- Melissa Parker como Linda Arrowcraft
- Stevie Raine como DI David Zackrisson
- Daisy Waterstone como Jacqueline Hill
- Jamie Parker como Comandante Jim Nevill
- Leah Walker como Olivia Reivers

## Recepção
No The Guardian, Lucy Mangan elogiou a série por não focar no perpetrador: "a atenção está nas mulheres. Especificamente, nas mulheres vivas. E, quando elas se vão, nas pessoas que elas deixam para trás". Ela também diz: "Nós esperávamos que misoginia e racismo virulentos estivessem em exibição em dramas ambientados em décadas anteriores e envolvendo a polícia - ou qualquer outra instituição pesada e dominada por homens - mas The Long Shadow consegue incorporá-los de forma mais silenciosa, mas firme. É um modo de vida, um modo de pensar, em vez de uma sucessão de grandes instâncias".

## Prêmios e indicações
Em março de 2024, a série foi indicada na categoria Melhor Drama Limitado no British Academy Television Awards de 2024.